# 界達かたる
界達 かたる（かいたつ かたる、1996年8月26日 - ）は、日本のライトノベル作家。熊本県荒尾市出身。

## 経歴・人物
専修大学玉名高等学校を経て、久留米大学文学部情報社会学科卒業。"web上の小説投稿サイト「小説家になろう」でCooldoor（後にだーこも、デビューに際して界達かたるに改名）名義で活動を開始。大学在学中の2016年、「小説家になろう」に発表していた連作を纏めた「レイクラたちの微熱 -From the Fleeting Summer-」で第24回ジャンプ小説新人賞最終候補となる。2018年1月、同候補作を改題した『Jに羽根はいらない』で書籍デビューしている。
また2018年1月に「車中泊」で第48回九州芸術祭文学賞熊本県地区優秀作（第4席）。2018年3月には「caNcel -2 to 3-」が第7回講談社ラノベチャレンジカップで優秀賞を受賞し、同作を改題改稿した『姫ゴトノ色 ―The Eyes of Blood―』を同年11月に上梓している。電子出版サイト「星の砂」が主催する小説賞でも複数回入賞し、作品が電子書籍化されている。2020年4月には投稿作「スクールサミット! -A Bullet Reflects his Destiny-」にて、第14回HJ文庫大賞奨励賞を受賞した。

## 作品リスト

### 単行本
- 『Jに羽根はいらない』（日本橋出版、2018年1月）
- 『姫ゴトノ色 ―The Eyes of Blood―』（講談社ラノベ文庫、2018年11月）
- 『十五の春と、十六夜の花 －結びたくて結ばれない、ふたつの恋－』（講談社ラノベ文庫、2022年12月）
- 『七月の蝉と、八日目の空 －晴れ、ときどき風そよぐ季の約束－』（講談社ラノベ文庫、2024年8月）

### 電子書籍
- 「少女から刺されたナイフの傷は浅い」(ネット文庫星の砂、2016年3月)
- 「こいぶみパズル」（ネット文庫星の砂、2018年7月）
- 「your end, your eyes.」（ネット文庫星の砂、2018年11月）
- 「いつか目覚める君、もう目覚めない僕」（ネット文庫星の砂、2020年3月）

### アンソロジー収録作品
- 「車中泊」 - 『九州芸術祭文学賞作品集』48号（九州文化協会、2018年3月）